# Ilta-Sanomat
Ilta-Sanomat er en finsk tabloidavis, der er landets næststørste avis, kun overgået af Helsingin Sanomat. Dens direkte konkurrent på markedet er tabloidavisen Iltalehti. Avisen blev grundlagt i 1932 og er politisk neutral. Den ejes af mediekoncernen Sanoma og har sin redaktion i Helsinki.
Navnet Ilta-Sanomat betyder "aftennyheder".